# Hartwig Brandt
Hartwig Brandt (* 15. Februar 1936 in Stade; † 25. Juni 2017 in Göttingen) war ein deutscher Historiker und Hochschullehrer.

## Leben und Wirken
Hartwig Brandt, Sohn eines Oberstudiendirektors, besuchte von 1942 bis 1956 zunächst das Domgymnasium Verden und anschließend die Höhere Staatsschule Cuxhaven, an der er das Abitur ablegte. Er studierte seit 1956 Rechtswissenschaft an der Eberhard Karls Universität Tübingen; danach seit 1958 Geschichts- und Politikwissenschaft sowie Griechisch an der Freien Universität Berlin und seit 1962 an der Universität Hamburg. Von 1964 bis 1966 arbeitete er als wissenschaftlicher Tutor am Europa-Kolleg Hamburg. In Hamburg wurde er 1966 von dem Frühneuzeithistoriker Gerhard Oestreich mit einer Studie zur Ideengeschichte des Vormärz promoviert. Von Hamburg aus wechselte er 1966 als Assistent Oestreichs an die Philipps-Universität Marburg, an der er sich mit Hilfe eines Habilitandenstipendiums der Deutschen Forschungsgemeinschaft 1976 mit einer Arbeit zur württembergischen Parlamentarismusgeschichte im 19. Jahrhundert habilitierte.
Brandt war nach 1976 als Dozent auf Zeit, Privatdozent (1979), Akademischer Rat (1980) und außerplanmäßiger Professor (1988) in Marburg tätig. Er war Lehrbeauftragter an der Archivschule Marburg und vertrat Professuren unter anderem in Gießen (1971, 1979), Hamburg (1977), Erlangen-Nürnberg (1979/80), Frankfurt (1988–1990) und Bayreuth (1990–1994). Im Jahr 1994 erhielt er einen Ruf auf die Professur für Neuere Geschichte an der Bergischen Universität – Gesamthochschule Wuppertal, an der er bis 2002 lehrte. Er schrieb regelmäßig Buchrezensionen in der Frankfurter Allgemeinen Zeitung. Brandt lebte in Marburg an der Lahn und seit 2016 in Göttingen.
Brandt war 1977 Gründungsmitglied der Vereinigung für Verfassungsgeschichte, Mitglied der Internationalen Ständekommission, der Deutschen Vereinigung für Parlamentsfragen und des Verbandes der Historiker und Historikerinnen Deutschlands. Er war außerdem Mitglied des Kuratoriums des Dimitris-Tsatsos-Instituts für Europäische Verfassungswissenschaften der Fernuniversität in Hagen.
Brandts Forschungsschwerpunkte waren Verfassungsgeschichte, Parlamentarismusgeschichte und politische Ideengeschichte (Konservatismus/Liberalismus). Sein akademischer Schüler ist Ewald Grothe.
1983 wurde Brandt der Klaus-Mehnert-Preis und 1986 für seine Habilitationsschrift der Wolf-Erich-Kellner-Preis verliehen.

## Schriften (Auswahl)
Monografien
- Landständische Repräsentation im deutschen Vormärz. Politisches Denken im Einflußfeld des monarchischen Prinzips (= Politica. Bd. 31). Luchterhand, Neuwied 1968 (zugleich: Universität Hamburg, phil. Diss. 1968).
- Parlamentarismus in Württemberg 1819–1870. Anatomie eines deutschen Landtags (= Handbuch der Geschichte des deutschen Parlamentarismus). Droste, Düsseldorf 1987, ISBN 3-7700-5142-4.
- Der lange Weg in die demokratische Moderne. Deutsche Verfassungsgeschichte von 1800 bis 1945. Wissenschaftliche Buchgesellschaft, Darmstadt 1998, ISBN 3-534-06093-8.
- Europa 1815–1850. Reaktion – Konstitution – Revolution. Kohlhammer, Stuttgart 2002, ISBN 3-17-014804-4.

Herausgeberschaften
- Restauration und Frühliberalismus 1814–1840 (= Freiherr vom Stein-Gedächtnisausgabe. Quellen zum politischen Denken der Deutschen im 19. und 20. Jahrhundert. Bd. 3). Wissenschaftliche Buchgesellschaft, Darmstadt 1979, ISBN 3-534-04826-1.
- Werkstatt Demokratie. 140 Jahre Paulskirchenverfassung, Kunz, Kelkheim im Taunus 1989, ISBN 3-89282-014-7.
- Carl von Rotteck, Carl Theodor Welcker (Hrsg.): Das Staats-Lexikon. Encyklopädie der sämmtlichen Staatswissenschaften für alle Stände, 2. Auflage, Altona 1845–1849. 12 Bände. Mit einer Einleitung zum Neudruck, Keip, Frankfurt am Main 1990, ISBN 3-8051-0054-X.
- mit Ewald Grothe: Quellen zur Alltagsgeschichte der Deutschen 1815–1870 (= Freiherr vom Stein-Gedächtnisausgabe. Ausgewählte Quellen zur deutschen Geschichte der Neuzeit. Bd. 44). Wissenschaftliche Buchgesellschaft, Darmstadt 2005, ISBN 3-534-12775-7.
- mit Ewald Grothe: Rheinbündischer Konstitutionalismus (= Rechtshistorische Reihe. Bd. 350). Peter Lang, Frankfurt am Main u. a. 2007, ISBN 3-631-56489-9.

Schulbücher (Bearb.)
- mit Werner Grütter und Robert-Hermann Tenbrock: Die soziale Frage im 19. Jahrhundert (= Zeiten und Menschen, Ausgabe Q). Schöningh, Paderborn 1981, ISBN 3-506-34725-X.
- mit Werner Grütter und Robert-Hermann Tenbrock: Nationalstaat und Nationalismus im 19. Jahrhundert (= Zeiten und Menschen, Ausgabe Q). Schöningh, Paderborn 1981, ISBN 3-506-34726-8.
- mit Werner Grütter: Der Imperialismus von 1870 bis 1914 (= Zeiten und Menschen, Ausgabe Q). Schöningh, Paderborn 1982, ISBN 3-506-34727-6.
- Liberalismus und Demokratie im 19. Jahrhundert. Kommentar zum Quellenheft (= Zeiten und Menschen, Ausgabe Q). Schöningh, Paderborn 1992, ISBN 3-506-34753-5.